# 고양이 털 유전학

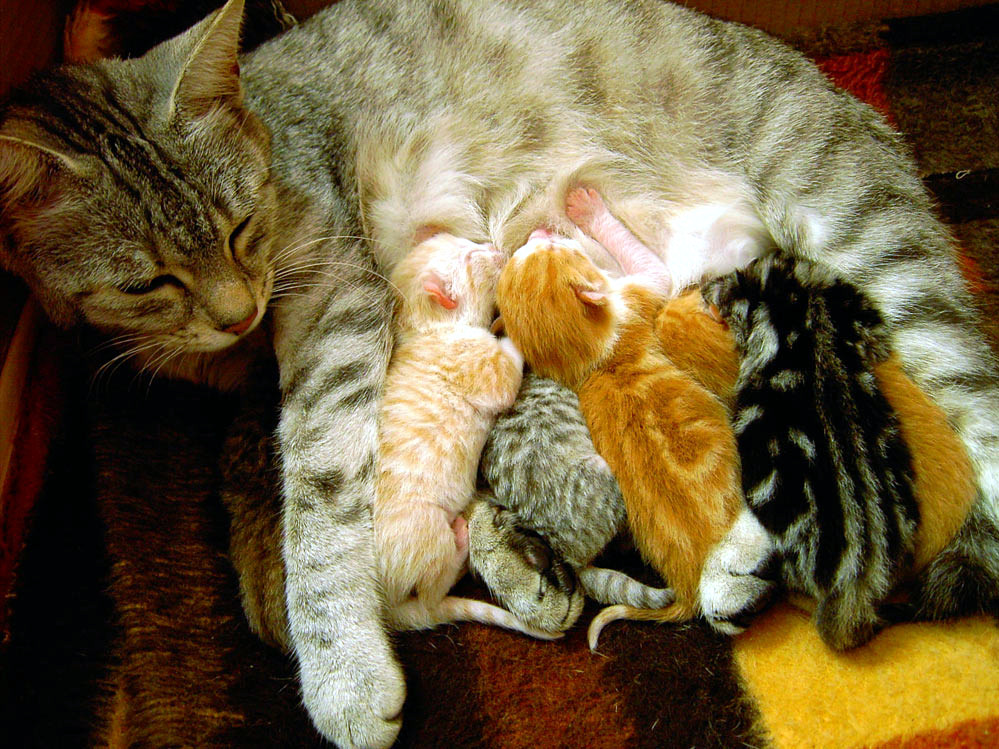
다른 색을 보이는 검은 얼룩무늬 어미와 아기 고양이들

고양이 털 유전학은 고양이 털의 색깔, 패턴, 길이, 질감을 결정한다. 많은 유전자가 관련되어 있기 때문에 방법을 이해하는 것은 어렵다. 고양이 털의 변화는 물리적 특성이기 때문에 고양이 품종과 혼동해서는 안 된다. 고양이는 실제로 그 품종이 아닌 특정 품종의 털을 나타낼 수 있다. 예를 들어, 시베리안은 샴의 전형적인 털 색을 나타낼 수 있다.

## 같이 보기
- 두색털 고양이
- 삼색털 고양이
- 범무늬 고양이
- 얼룩 고양이